# Samsa y los caballeros de la luz
SAMSA y los Caballeros de la Luz es un videojuego de aventuras ecuatoriano en RPG para PC creado por el diseñador y autor de cómics David Eguiguren, cuyo desarrollo comenzó en el 2013 como uno de los emprendimientos del Centro Prendho de la Universidad Técnica Particular de Loja, en la ciudad de Loja. El costo del proyecto fue financiado por diversas instituciones privadas ecuatorianas. El producto final fue lanzado oficialmente en julio del 2014.

## Argumento
El personaje principal llamado Samsa, es el hijo de un demonio, quien tras ser adoptado por la orden de los caballeros de la luz intenta salvar al mundo. Pese a su naturaleza maléfica, Samsa tiene que vivir en la tierra como un humano más y realizar tareas propias de las personas normales. En el juego, para recargar fuerzas, el personaje debe tomar un brebaje especial llamado horchata y enfrentar a diferentes villanos.

## Jugabilidad
El jugador tiene la opción de elegir como personaje a un héroe o un villano, cada decisión que elija el jugador define la suerte de los personajes y el desenlace de la historia.